# Йоана Кучуради
Йоана Кучуради (на турски: İoanna Kuçuradi) е турски философка, защитничка на правата на човека в Турция.
Понастоящем е президент на Философското общество на Турция и преподавател на пълен щат в Университета в Малтепе.

## Биография
Родена е на 4 октомври 1936 година в Истанбул, Турция, в семейство от гръцки произход. Завършва гръцката девическа гимназия Запейон в Истанбул през 1954. През 1959 г. завършва философия в Истанбулския университет. През 1965 г. защитава дисертация в същия университет. Кучуради работи като асистент в Истанбулския университет и в Университета Ататюрк в Ерзурум.
Тя е основател и ръководител на катедрата по философия на Университета Хачатепе в Анкара, където преподава като професор по философия. В периода 1997 – 2005 година Кучуради ръководи Центъра за изследвания и приложение на философията на човешките права в Университета Хачатепе. От 1998 г. работи към ЮНЕСКО и преподава философия. От 2006 г. преподава философия и е директор на Центъра за изследвания и приложение на човешките правата в Университета в Малтепе.

## Награди и титли
Кучуради получава множество награди и титли:
- Медал „Гьоте“ (1996)
- Доктор хонорис кауза, Критски университет, Гърция (1996)
- Награда на Турската академия на науките (1996)
- Награда за научен напредък на Университета Хачатепе (за академичните години 1994 – 1995 и 1995 – 1996)
- Доктор хонорис кауза, Университет Рикарко Палма, Лима, Перу (2000)
- Награда Свобода на пресата 1999 на Асоциацията на журналистите на Турция (2000)
- Grosses Verdienstkreuz des Verdienstordens der Bundesrepublik Deutschland (2001)
- Почетно споменаване, UNESCO Human Rights Education Prize (2002)
- Huésped Ilustra de la Ciudad de La Habana (2002)
- Награда Мустафа Н. Парлар за научно постижение (2003)
- Медал Аристотел на ЮНЕСКО (2003)
- Награда за мир, приятелство и демокрация на Диарбекирската медицинска асоциация (2004)
- Награда Световен философ-хуманист на Съвета за светски хуманизъм (2005)